# Хуёва-Гурка

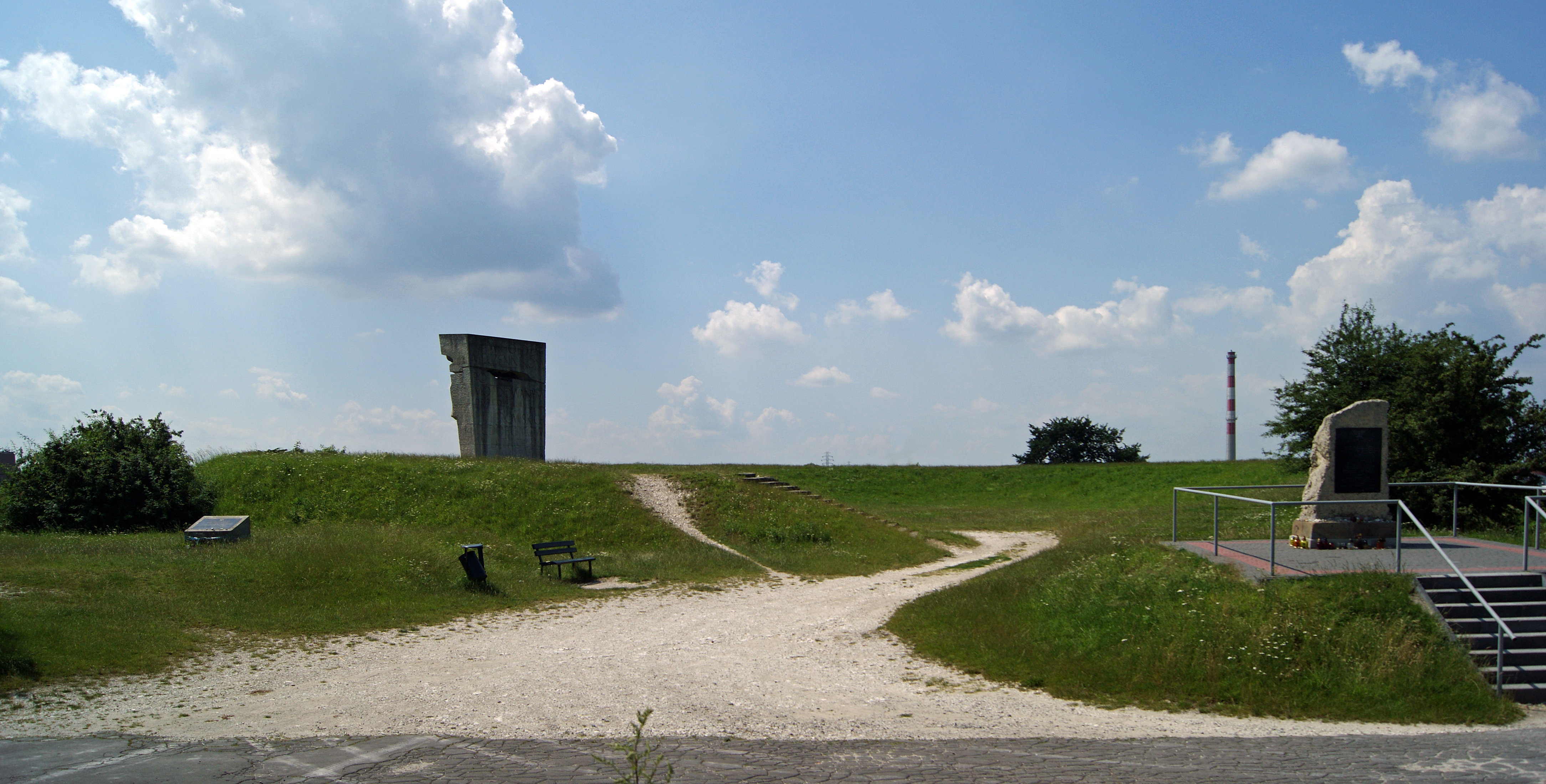
Мемориальный комплекс, посвящённый погибшим в концентрационном лагере Плашов. На этом месте располагались временные бараки «Bekleidungslager», в которых продолжались расстрелы после заполнения ямы на Хуёвой-Гурке

Хуёва-Гурка (пол. Hujowa Górka, дословно — «Хуёвая горка»), другие варианты — Хуярова-Гурка, Козья-Гурка, Х-Гурка (пол. Hujowa Górka, Hujarowa Górka, Kozia Górka, H-Górka) — наименование небольшой возвышенности под названием «Плашовские горки» на территории краковского административного района XIII Подгуже, которая располагалась в восточной части концентрационного лагеря Плашов, где начиная с сентября 1943 года производились расстрелы заключённых (преимущественно еврейского происхождения) концентрационного лагеря и тюрьмы Монтелюпих. Наименование места произошло от фамилии члена СС и ответственного за расстрелы Альберта Хуяра (Albert Hujar, другой вариант фамилии — Huyar). По свидетельству бывших заключённых концентрационного лагеря Плашов сестёр Гели и Янки Вайсс, ненормативное наименование места, созвучное с фамилией Альберта Хуяра, было одним из способов справиться с лагерной действительностью и своеобразным чёрным юмором.

## История
Хуёва-Гурка входит в систему Плашувских холмов и на ней со времён Первой мировой войны находилось артиллерийское фортификационное сооружение австро-венгерской армии под названием шанец «FS-21», построенное во второй половине XIX века и входившее в систему Краковской крепости. Это фортификационное сооружение использовалось до 30-х годов XX столетия, когда оно было окончательно демонтировано. На месте, где производились расстрелы, была яма глубиной 5 метров, 6 метров в ширину и 19 метров в длину.
Первые расстрелы на Хуёвой-Гурке стали производиться с сентября 1943 года, после того как в концентрационный лагерь Плашов был доставлен транспорт с заключёнными из гетто в городе Бохня. Казни производились почти ежедневно вплоть до весны 1944 года, когда была отмечена наибольшая количественная концентрация массовых расстрелов.
Как свидетельствует бывший заключённый концентрационного лагеря Иосиф Бау, расстрелы проводились по определённой методике. Осуждённые на смерть из первой группы раздевались догола, спускались в яму, где укладывали тела убитых до них заключённых, последовательно чередуя тела способом «ноги-голова», потом клали на тела сброшенные сверху доски, после чего сами ложились на них, после чего сверху их расстреливали из пулемётов. Потом наступала очередь следующей группы. Чтобы приговорённые к смерти не кричали, им заклеивали пластырем рты. Оставшийся последним выливал в яму бензин, после чего его расстреливали, а тело сбрасывали в яму. В конце экзекуции специальный отряд из лагеря Плашов засыпал тела убитых песком или землёй. Когда яма была почти заполнена, расстрелы стали продолжаться во временных бараках под названием «Bekleidungslager» на местности под названием «Циповы-Долек», которая находилась на территории лагеря (сегодня там находится мемориальный комплекс). С 15 февраля 1944 года расстреливать стали в другом месте, примерно в 300 метрах к западу от старого места.
Новое место входило в состав бывшего фортификационного сооружения «FS-22» и называлось «С-док». На этом месте сегодня стоит памятник в виде креста, посвящённый жертвам расстрелов. Новое место было заметно для заключённых, находившихся в концентрационном лагере. Первоначально руководством лагеря предпринимались попытки огородить новое место казни, чтобы оно не было заметно, но затем было принято решение не огораживать его. В период с августа по сентябрь 1944 года на новом месте были расстреляны заключённые евреи, доставленные из Венгрии и Словакии, арестованные после Словацкого национального восстания. В это время расстрелы производили члены СС из тюрьмы Монтелюпих под командованием Альберта Хуяра и коменданта лагеря Амона Гёта, который проводил селекцию прибывающих транспортов.
Большинство расстрелянных были евреями, среди расстрелянных также были несколько немцев-дезертиров и несколько десятков местных поляков.
Согласно историку Герману Ладнеру, общее число расстрелянных составляет около 10 тысяч человек, в том числе 7 тысяч заключённых лагеря Плашов и около 3 тысяч заключённых из тюрьмы Монтелюпих. Минимальное число ограничивается 8 тысячами расстрелянных (это число было озвучено во время Верховного национального трибунала на процессе против Амона Гёта).
Летом 1944 года в связи приближением фронта массовые экзекуции стали сокращаться и началась подготовка к уничтожению мест расстрела. Командир СС и полиции в Кракове Вильгельм Коппе приказал выкопать тела убитых и сжечь их. Эксгумация и сожжение останков продолжались в течение двух месяцев. Обычно останки сжигались в утреннее время. Работы производились отрядом из заключённых евреев под названием «Ausgrabenkommando», за что они получали дополнительное питание и алкоголь. Еврейским отрядом управляли капо, из числа уголовников немецкого происхождения, которые были доставлены из различных германских тюрем. Всего было сожжено несколько тысяч тел, а пепел в количестве 17 железнодорожных вагонов рассыпали на территории лагеря Плашов.

## Память
- На Хуёвой-Гурке установлен памятный знак в виде креста, который входит в мемориальный комплекс под названием «Люди с вырванными сердцами».

## В искусстве
- Расстрелы на Хуёвой-Гурке и сожжения тел изображены в фильме «Список Шиндлера».